# 自然単位系
自然単位系（しぜんたんいけい）とは、主に物理学で用いられる、普遍的な物理定数を基準として定義される単位系の種別、あるいはそのようなもののうち特定の単位系を指す言葉である。（種別としての）自然単位系の例としては、幾何学単位系やプランク単位系などが存在する。
例えば素粒子のような非常に小さく、かつエネルギーに満ちた過程を研究する際、MKSやCGSのような人間サイズの単位系はもはや自然ではない。他方、光速度やプランク定数のような物理定数はそれぞれの次元（速度および作用）について自然なスケールを我々に提供する。これを利用したものが自然単位系であり、結果として様々な方程式が自然単位系の下で簡素化された表示を持つ。

## 自然単位系と呼ばれる単位系
光速度不変の原理や万有引力の法則（あるいはアインシュタイン方程式）などによって、一部の物理定数は宇宙のどのような場所においても不変であることが分かっている。これらの物理定数の単位は様々な値を取るが、組み合わせることで長さ・質量・時間などの基本的な物理量を表現できることがある。
例えば、物理定数として光速度 c・プランク定数 h・万有引力定数 G を考える。それぞれの単位はm·s-1 (速度)、m2·kg·s-1 (作用)、m3·kg-1·s-2 であるため、これらを次のように組みあわせると距離・質量・時間を単位に持つ値が得られる。
- {\textstyle {\sqrt {\frac {Gh}{c^{3}}}}\fallingdotseq 4\times 10^{-35}\,\mathrm {m} }
- {\textstyle {\sqrt {\frac {Gh}{c^{5}}}}\fallingdotseq 1\times 10^{-43}\,\mathrm {s} }
- {\textstyle {\sqrt {\frac {ch}{G}}}\fallingdotseq 0.05\,\mathrm {mg} }

これらを距離・時間・質量の基本単位とすると、それぞれの物理定数は単なる組立単位となり、すなわち値を1と見なせる。例えば、速度の基本単位は{\textstyle {\sqrt {\tfrac {Gh}{c^{3}}}}\div {\sqrt {\tfrac {Gh}{c^{5}}}}=c} となるため、光速それ自体が速度の基本単位となる。

### 量子力学
Jaffe (2007) において自然単位系は、光速度 c・換算プランク定数 ħ・電子ボルト eV を基本単位とする。このとき、CGSの基本単位は以下のように表される。
| CGS単位        | 数値            | 自然単位  |
| -------------- | --------------- | --------- |
| 秒             | 1.51926689×1015 | ħ·eV－1   |
| センチメートル | 5.06772886×104  | ħ·c·eV－1 |
| グラム         | 5.60958616×1032 | eV·c－2   |

実際は、さらに簡単のために光速度および換算プランク定数は表示されない（つまり1とみなす）。結果として、力学的な物理単位がすべて電子ボルトの冪で表現される。例えば電子の質量 {\textstyle m_{e}} について、自然単位系においては {\textstyle m_{e}\simeq 0.5110\;{\mathrm {MeV} }} と表現される。

### 素粒子物理学
Korytov (2008) における自然単位系は、光速度 c・換算プランク定数 ħ に加えて真空の誘電率 ε0 を1とする。物理量の単位は量子力学の場合と同様にエネルギーの冪によって表す。{\textstyle c^{2}={\frac {1}{\varepsilon _{0}\mu _{0}}}} の関係式から、真空の透磁率 μ0も1であることがわかる。
真空の誘電率を1とするとき、無次元量である微細構造定数 α に関する式 {\textstyle \alpha ={\tfrac {e^{2}}{4\pi \varepsilon _{0}\hbar c}}} から、電気素量 e は無次元の値{\displaystyle e={\sqrt {4\pi \alpha }}\fallingdotseq 0.30282}を持つ。ここから、自然単位系における電荷の基本単位が {\textstyle {\tfrac {1.602176634\times 10^{-19}}{0.30282}}\fallingdotseq 5.2909\times 10^{-19}\;{\scriptstyle [\mathrm {C} ]}} となることを得る。
| 物理量   | 自然単位系   | 係数                        | 国際単位系       |
| -------- | ------------ | --------------------------- | ---------------- |
| 質量     | 1 GeV        | {\textstyle c^{-2}}         | 1.7827×10−27 kg  |
| 長さ     | 1 GeV－1     | {\textstyle \hbar c}        | 1.9733×10−16 m   |
| 時間     | 1 GeV－1     | {\textstyle \hbar }         | 6.5823×10−25 s   |
| 速度     | 1 (無次元量) | {\textstyle c}              | 2.9979×108 m/s   |
| 角運動量 | 1 (無次元量) | {\textstyle \hbar }         | 1.0546×10−34 J⋅s |
| 力       | 1 GeV2       | {\textstyle (\hbar c)^{-1}} | 8.1194×105 N     |
| 電荷     | 1 (無次元量) |                             | 5.2909×10−19 C   |

### 宇宙論
Myers (2016) によると、宇宙論において使われている自然単位系では光速度 c・換算プランク定数 ħ・真空の誘電率 ε0・ボルツマン定数 kB を1とする。これまでと同様に、物理量はエネルギー（ギガ電子ボルト GeV）の冪で表す。

## 自然単位系に用いられる物理定数の候補
以下のような物理定数が自然単位系によく用いられる。これらのうち次元が独立な5つを選んで正規化すれば（つまり1にすれば）、質量・長さ・時間・電荷・エントロピーから組み立てられる任意の物理量を含む単位系を作ることができる。このとき、次元が独立でない物理定数（たとえば次元が同じ電子の質量と陽子の質量）を選ぶことはできない。
| 定数                               | 記号                                            | 次元         |
| ---------------------------------- | ----------------------------------------------- | ------------ |
| 真空中の光速度                     | c                                               | LT−1         |
| 重力定数                           | G                                               | M−1L3T−2     |
| 重力定数の4π倍                     | 4πG                                             | M−1L3T−2     |
| 換算プランク定数（ディラック定数） | {\displaystyle \hbar }                          | ML2T−1       |
| 真空の誘電率                       | {\displaystyle \epsilon _{0}}                   | Q2 M L-3 T2  |
| クーロン力学定数                   | {\displaystyle {\frac {1}{4\pi \epsilon _{0}}}} | Q−2 M L3 T−2 |
| 素電荷                             | e                                               | Q            |
| 電子の静止質量                     | me                                              | M            |
| 陽子の静止質量                     | mp                                              | M            |
| ボルツマン定数                     | k                                               | ML2T−2Θ−1    |
| ボーア半径                         | a0                                              | L            |

## 主な自然単位系
| 単位系                             | 基本単位                                       |
| ---------------------------------- | ---------------------------------------------- |
| プランク単位系                     | {\textstyle c,\hbar ,G,k_{B}}                  |
| (プランク単位系の拡張)             | {\textstyle c,\hbar ,G,k_{B},k_{\mathrm {e} }} |
| 幾何学単位系                       | {\textstyle c,G,\mathrm {m} }                  |
| ハートリー原子単位系               | {\textstyle e,m_{\mathrm {e} },\hbar ,a_{0}}   |
| ストーニー単位系 (en:Stoney units) | {\textstyle c,G,k_{\mathrm {e} },e}            |

### 引用
1. ↑  The MKS and cgs systems are convenient, practical systems for most macroscopic applications. When we leave the scale of human dimensions to study very small sizes and very energetic processes, they are no longer so natural.(Jaffe 2007, p. 8)